# Hipercromicidade
Hipercromicidade é o aumento da absorvância (densidade óptica) de um material. O exemplo mais famoso é a hipercromicidade do DNA que ocorre quando o duplex de DNA é desnaturado.
A absorção de UV é aumentada quando as duas cadeias únicas de DNA são separadas, por calor ou por adição de desnaturante ou pelo aumento do nível de pH. Pelo contrário, uma diminuição da absorvância é chamada hipocromicidade. As medições de hipocromicidade podem ser feitas comparando a absorvância do ácido nucleico não desnaturado e desnaturado e determinando o perfil de fusão usando espectrofotometria UV.

## Efeito de hipocromicidade
O efeito de hipocromicidade é um fenômeno no qual uma molécula individual, contendo vários cromóforos, possui uma certa capacidade de absorção (ou densidade óptica) em um determinado comprimento de onda que é menor que a soma das densidades ópticas dos cromóforos individuais (no mesmo comprimento de onda).